# Ariane 5
För andra betydelser, se Ariane.
Ariane 5 är en fransktillverkad raketfamilj från det fransk-tyska företaget Astrium. Idag finns två modeller: Ariane 5 ES och Ariane 5 EC-A. De är två raketer med samma huvudmotorer, men med olika övre steg för att uppfylla kundernas krav på olika satelliters banor. Utveckling pågår inom ESA av ett nytt övre steg och en ny raketmotor ”Vinci” som från 2016 skall ersätta de båda andra modellerna.
Araine 5 skjuts upp cirka sex gånger per år och har oftast två satelliter ombord. Total massa som kan skjutas upp är cirka 20 ton till låg bana och 9,5 ton till geostationär omloppsbana (GTO). 80-90 % av de uppskjutna satelliterna är kommersiella telekomsatelliter. Arianespace, det bolag som säljer uppskjutningarna av Ariane 5, meddelade i september 2010 att företaget sedan de grundades 1980 skjutit upp 283 satelliter åt 77 kunder. Under raketens livslängd sköts
Priset per raket var 2015 ca 170 miljoner €. 150 miljoner € betalades av köparna och 20 miljoner € av ESA.
Ariane 5 är en säker raket och har (december 2017) 82 lyckade uppskjutningar i rad. Den har en högre tillförlitlighet och färre haverier än föregångaren Ariane 4 efter motsvarande antal uppskjutningar. Ursprungligen planerades att använda Ariane 5G för att skjuta upp ESA:s rymdfärja Hermes. Hermesprojektet lades ner 1993.
I september 2018 gjordes den hundrade uppskjutningen av en Ariane 5-raket. Två har misslyckats och tre ses som delvis misslyckade.
Sista uppskjutningen av en Ariane 5 skedde 5 juli 2023. Ombord fanns två satelliter som placerades i geostationär omloppsbana.

## Modeller
- Ariane 5 FLS
- Ariane 5 RRL
- Ariane 5 VTVL
- Ariane 5 G
- Ariane 5 EC-A
- Ariane 5 V
- Ariane 5 EC-B
- Ariane 5 ES ATV

Ariane 5 ES ATV användes för att skjuta upp Europas ATV (Automated Transfer Vehicle), en obemannad farkost för att skicka bland annat förnödenheter och bränsle till ISS.

## Sverige
Sverige har genom att stödja Arianesystemet tagit en roll i denna teknologiutveckling. Satsningen på tidig demonstration av svenskutvecklade produktionsteknologier ger en unik konkurrenskraft för svensk industri. RUAG Space i Göteborg har levererat samtliga datorer till Ariane-raketerna. Till Ariane 1-4 har man sedan 1979 levererat 156 styrdatorer. För den nuvarande Ariane 5 levererar man två datorer per raket och telemetriantennerna. GKN Aerospace Sweden har ansvaret för den tekniska utvecklingen samt tillverkningen av det komplicerade utloppsmunstycket och de båda avancerade motorturbinerna.

## Framtid
ESA och franska rymdstyrelsen CNES planerar för en första uppskjutning av efterföljaren, Ariane 6, i slutet av 2023 eller början av 2024. Inom flera ESA-program, bland annat Future Launcher Preparatory Program, analyseras olika konfigurationer och teknologier. Den kompetens som finns inom rymdindustrin i Sverige och dess delsystem möjliggör nu större deltagande i Ariane 5 då flera svenska företag, utöver Volvo Aero och RUAG, har identifierats som möjliga leverantörer. 2014 valde man att istället satsa på Ariane 6.

## Uppskjutningar
Se Lista över Ariane-uppskjutningar för en lista över alla Ariane-uppskjutningar.